# Доктор (титула)
Доктор (лат. docere – „учити“ или doctus – „научен“; акр. др) је највиши академски степен. Добија се преко независних истраживања и не захтева структурисан ток рада било које врсте. Кандидати се процењују на основу објављених научних радова и њихове способности да напишу и одбране докторску дисертацију.
Дозволу за уписивање докторских студија имају особе које су стекле академски назив магистра наука или магистра уметности. Тренутно се у Србији уводи Болоњски процес тако да право на уписивање докторских студија имају особе које су стекле академски назив Мастер.
Поступак одобравања теме докторске дисертације и избора ментора, као и Већа за оцену и одбрану докторске дисертације, подразумева добијање сагласности Савета универзитета. Студенти могу да раде на докторској тези пошто положе све испите из наставног плана и програма докторских студија.

## Одговарајућа титула у другим земљама

### Аустралија
Слично као у САД и Канади разликују се две врсте докторске титуле:
- Професионални докторат, који се постижу у неким студијским смеровима након завршетка без додатног одговарајућег рада, нпр. доктор медицине (Medical Doctor; скр. M.D.)

- Истраживачки докторат, који се добија завршавањем поступка докторирања као Ph.D., при чему мора да се уради докторат, на пример „доктор информатике“ (скр. Ph.D. in Computer Science).

У аустралијском образовном систему циљ Дисертације је „да се постигне значајан и јединствени допринос актуелним истраживањима“. Овај допринос се демонстрира у облику докторског рада. Докторант је независан од професора који га води.
Докторат у Аустралији је чисто научни истраживачки рад и у просеку траје три до осам година. Састоји се од две фазе. при чему прва фаза „Израде“ истраживања а друга „Спровођење“ програма у виду „Записника“.

### Белгија
У Белгији титула doctor може да означава:
- титули лекара који се образовао седам година и након тога титулу добија након завршног испита;
- код правника, хуманистичких наука или филозофије титулу која се добија процесом докторирања;
- у теологији и црквеном праву као и другим наукама (на пример; политичке науке, педагогија) научну титулу са докторатом.

### Италија
У Италији постоје три врсте академске титуле: laurea, laurea magistrale и dottorato di ricerca.
Кратки студијски смерови са трајањем од две до три године завршавају се са laurea. Након још две године даље специјализације може да се преда испит за laurea magistrale. Према закону апсолвенти имају право на звање dottore (laurea) или dottore magistrale (laurea magistrale) која у сваком случају не одговара докторској титули (Dr. или PhD). Еквавилент титули доктора је dottore di ricerca (истраживачки доктор наука), за који је потребно laurea magistrale и додатни истраживачки рад (отприлике 3 године).
У немачком говорном подручју (Јужни Тирол) италијанска титула dottore преводи се као додатак имену (на пример Dr., Dr.-Ing., Doktorat у (стручној области), Doktor), која се не поклапа са докторском титулом у осталом немачком говорном подручју.

### Немачка
У Немачкој титулу доктората може да изда Универзитет, Технички Универзитет, Техничка Виша Школа, Музичка Виша Школа, Уметничка Виша Школа, Спортска Виша Школа, Медицинка одн. Ветеринарска Виша Школа, Црквена Виша Школа или Педагошка Виша. Стручна Виша школа за сада нема право да издаје титулу доктората.
Докторски програми у Немачкој трају једну до четири године (најчешће три, а код инжењера до пет година), зависно од теме. С обзиром да најчешће нема формалних предавања, докторанд углавном спроводи истраживања под надзором једног професора, при чему докторанд ради и као асистент или истраживач асистент и за то је плаћен. Овде постоји разлика у односу на друге система (пре свега у САД), где се према докторанду односе као PhD студенту. По завршетку доктората добија се почасно „Др“, а по немачком закону ову титулу могуће је унети у пасош и личну карту.

### Русија
Доктор наука је друга највећа докторска титула, друга и највећа постдипломска академска титула у Совјетском Савезу, Русији и многим пост-Совјетским републикама. Да би се неко кандидовао за ову титулу мора да постане Кандидат наука што је неформално ниво PhD. Ове титуле морају да задовоље националне стандарде владе Руске Федерације.

### Северна Америка
У Сједињеним Америчким Државама и Канади постоје две врсте Докторске титуле:
- Професионални докторат, који се постижу у неким студијским смеровима након завршетка без додатног одговарајућег рада, нпр. медицински доктор (Medical Doctor) (скр. M.D.)
- Истраживачки докторат, који се добија завршавањем поступка докторирања:
  - , при чему мора да се уради докторат, на пример „Доктор филозофије у хемији“ (скр.: Ph.D. in Chemistry). Неки Универзитети дају овај академски степен са скраћеницом „DPhil“.
  - Докторат у одређеном студијском смеру који не води до Ph.D., на пример „Доктор пословну администрацију“ (скр.: D.B.A.).
  - У теологији, обично само на основу посебне заслуга додељује из почасни „доктор богословије“ (DD)

Англоамеричка титула доктора се пише иза имена, на пример Jerry F. Fishwish, Ph.D..

### северна Европа (Финска, Данска, Норвешка, Шведска)
У северној Европи је докторска титула највеће академско звање. Данска је једина земља где постоји процес Хабилитације као у Немачкој. Међутим данска Хабилитација није обавезна за посао професора и овде је звање доктора наука довољно као и у осталим земљама северне Европе. Постоје мање разлике између трајања и квалитета доктората у земљама северне Европе. Док је у Шведској потребно за докторат четири до пет година уз обавезу посећивања курсева, у Норвешкој је од 2003. године законски предвиђено три године (мада је по правилу потребно четири).

### Уједињено Краљевство и Ирска
За Уједињено Краљевство и Ирску важе иста правила као и у САД. У сваком случају доктор медицине није професионални већ истраживачки докторат, сличан као и у Немачкој.

### Француска
Студенти који желе да постану доктори морају да прођу Мастер програм који траје две године после Бечелор дипломе (укупно пет година).
Кандидат мора да пронађе средства и формалног супервизора који је хабилитирао (Directeur de thèse) кроз докторски програм.
У Француској је Мастер програм подељен на два дела, професионални Мастер који оријентише студента према раду у привреди и истраживачки Мастер (Master-recherche) који оријентише студента на научна истраживања. Докторат се у Француској сматра као "Bac +8" диплома.

### Холандија
У Холандији постоји титула doctorandus (drs.) а ради се о дипломском у хуманистичким наукама, за коју би се очекивало да се добија након докторирања. На енглеском се то преводи са Masters of Arts. У међувремену је Холандија комплетно прешла на Бечелор/Мастер систем. Doctoraal examen се добија код правника (meester in de rechten, mr.) а код универзитетски образованих инжињера (ingenieur, ir.).
При докторирању издају факултети титулу doctor (dr.), која се ставља испред имена.
У Холандији је асоцијација на лекара изражена, при чему је ирелевантно да ли је лекар докторирао.